# Бабичівка (колонія)
Бабичівка (рос. Бабичевка) — колишня колонія в Пулинській волості Житомирського повіту Волинської губернії та Бабичівській і Видумській сільських радах Черняхівського, Пулинського (Червоноармійського) районів і Житомирської міської ради Волинської округи, Київської й Житомирської областей.
Лютеранське поселення, 30 км північно-західніше м. Житомира, лютеранська парафія — у Житомирі.

## Населення
Кількість населення: 1906 р. — 153 мешканці та 30 дворів, 1910 р. — 137 осіб, 1923 р. — 240 осіб, кількість дворів — 28, 1924 р. — 214 осіб, з перевагою населення німецької національности, кількість дворів — 36.

## Історія
В 1906 році — колонія в складі Пулинської волості (2-го стану) Житомирського повіту Волинської губернії. Відстань до повітового та губернського центру, м. Житомир, становила 28 верст, до волосної управи, в містечку Пулини — 10 верст. Найближче поштово-телеграфне відділення розташовувалось на станції Рудня.
У 1923 році увійшла до складу новоствореної Бабичівської сільської ради, котра, від 7 березня 1923 року, стала частиною новоутвореного Черняхівського району Житомирської (згодом — Волинська) округи. Відстань до районного центру, міст. Черняхів — 29 верст. 24 серпня 1923 року, в складі сільської ради, увійшла до Пулинського району.
27 жовтня 1926 року, відповідно до наказу Волинського ОВК «Про утворення нових національних селищних та сільських рад, поширення мережі українських сільрад та перейменування існуючих сільрад у національні», колонія увійшла до складу новоствореної Видумської німецької національної сільської ради. У складі цієї ради, 17 жовтня 1935 року, передана до Житомирської міської ради Київської області, 14 травня 1939 року включена до складу відновленого Червоноармійського району Житомирської області.
Станом на 1 жовтня 1941 року не перебуває на обліку населених пунктів.